# Paryphodes modestus
Paryphodes modestus är en tvåvingeart som beskrevs av Mario Bezzi 1914. Paryphodes modestus ingår i släktet Paryphodes och familjen bredmunsflugor. Inga underarter finns listade i Catalogue of Life.